# Híres milánóiak listája
Az alábbi azoknak a híres személyiségeknek a listája, akik Milánóban születtek,  éltek vagy  most is ott élnek, illetve akik ott haltak meg.
| Ábécé szerinti tartalomjegyzék                      |
| --------------------------------------------------- |
| A B C D E F G H I J K L M N O P Q R S T U V W X Y Z |

## A
- Claudio Abbado karmester (1933–2014)
- Luigi Acquisti
- Maria Gaetana Agnesi nyelvész, matematikus, filozófus (1718–1799)
- Hippói Szent Ágoston
- Luigi Albertini
- Alberto da Giussano
- Alboino
- Emilio Alemagna
- Gino Alemagna
- Gioacchino Alemagna
- Giovanni Antonio Amadeo
- Szent Ambrus Milánó püspöke, védőszentje (Sant’Ambrogio)
- Ansperto (vescovo)
- Ariberto d'Intimiano
- Arnolfo (vescovo)

## B
- Johann Christian Bach
- Franco Baresi
- San Barnaba
- Cesare Beccaria jogtudós (itt született 1738-ban és itt halt meg 1794-ben)
- Giulia Beccaria
- Belloveso
- Luca Beltrami
- Giovanni Berchet
- Teresa Berganza
- Bergognone
- Silvio Berlusconi
- Carlo Bertolazzi
- Bruno Bettinelli
- Enzo Biagi
- Giovanni Ambrogio Biffi
- Mario Biondi
- Giorgio Bocca, újságíró
- Umberto Boccioni
- Ferdinando Bocconi
- Adolfo Bogoncelli
- Arrigo Boito
- Enrico Bombieri
- Valentino Bompiani
- Massimo Mario Andrea Boncristiano
- Mike Bongiorno
- Bonvesin de la Riva
- Francesco Saverio Borrelli
- Carlo Borromeo
- Federico Borromeo
- Pietro Borsieri
- Ruggero Giuseppe Boscovich
- Piero Bottoni
- Alfredo Bracchi
- Bramante építész
- Bramantino
- Gino Bramieri
- Ernesto Breda
- Gianni Brera
- Francesco Brioschi
- Vittore Buzzi

## C
- Francesco Cairo
- Maria Callas
- Carlo Camerana
- Davide Campari
- Cesare Cantù
- Fabio Capello
- Gianni Caproni író
- Caravaggio
- Gerolamo Cardano
- Carlo Carrà
- San Carlo Borromeo
- Carlo I da Forlì
- V. (Habsburg) Károly német-római császár
- Enrico Caruso
- Panfilo Castaldi
- Niccolò Castiglioni
- Carlo Cattaneo
- Felice Cavallotti
- Eugenio Cefis
- Adriano Celentano
- Claudio Claudiano
- Piero Colaprico
- Bartolomeo Colleoni
- Giuseppe Colombo
- Enrica Collotti Pischel
- Federico Confalonieri
- Bernardino Corio
- Cesare Correnti
- Bettino Craxi
- Daniele Crespi
- Giovan Battista Crespi vagy il Cerano
- Luigi Costanzo
- Enrico Cuccia
- Vincenzo Cuoco

## D
- Emilio Dandolo
- Enrico Dandolo
- Giovanni D'Anzi
- Ernesto De Angeli
- Ferruccio De Bortoli
- Giancarlo De Carlo
- Giorgio de Chirico
- Emilio de Marchi
- Alfredo De Marzio
- Filippo De Pisis
- Victor de Sabata
- Ardito Desio
- Deuterio
- Renzo De Vecchi
- Diocletianus császár
- Raffaele Durante

## E
- Magno Felice Ennodio
- Carlo Erba
- Beatrice d’Este (1268–1334), I. Galeazzo Visconti özvegyeként itt hunyt el
- Beatrice d’Este (1475–1497), Ludovico Sforza felesége
- Eugène de Beauharnais
- Eugenio di Savoia

## F
- Giorgio Enrico Falk
- Barbarossa Frigyes császár
- Giangiacomo Feltrinelli
- Inge Feltrinelli
- Filarete
- Francesco Filelfo
- Bruno Ferrante
- Cardinale Ferrari
- Gaudenzio Ferrari
- Virgilio Ferrari
- Edoardo Ferravilla
- Dario Fo, (1926)
- Lucio Fontana
- Vincenzo Foppa
- Enrico Forlanini
- Ugo Foscolo
- I. Ferenc francia király elfoglalta a várost
- Carla Fracci
- Paolo Frisi
- Fuksas

## G
- Giorgio Gaber
- Galdino
- Carlo Emilio Gadda
- Dina Galli
- Ignazio Gardella
- Aldo Garzanti
- Agostino Gemelli
- San Gervasio
- Ludovico Geymonat
- Antonio Ghiringhelli
- Riccardo Giacconi
- Melchiorre Gioia
- II. Habsburg József
- Luigi Giussani
- Don Angelo Gnocchi
- Paolo Grassi
- Julien Green
- Antonio Greppi
- Tommaso Grossi

## H
- Francesco Hayez
- Helenio Herrera
- Ulrico Hoepli

## I
- Carlo Imbonati
- Giuseppe Maria Imbonati
- Ferdinando Innocenti

## J
- Enzo Jannacci
- Riccardo Jucker

## K
- Kaká, labdarúgó
- I. Konstantin császár
- Anna Kuliscioff

## L
- Ugo La Malfa
- Emilio Lancia
- Landolfo Cotta
- Landolfo da Carcano
- Lanzone della Corte
- Leonardo da Vinci
- Licinio császár
- Nils Liedholm
- Paolo Limiti
- Pompeo Litta
- Giovan Paolo Lomazzo

## M
- Ludovico il Moro
- Clara Maffei
- Carlo Maria Maggi
- Angelo Majo
- Giovanni Malagodi
- Paolo Maldini
- Luigi Mangiagalli
- Alessandro Manzoni
- Gualtiero Marchesi
- Ercole Marelli
- Filippo Tommaso Marinetti
- Carlo Maria Martini
- Pietro Mascagni
- Maximianus császár
- Enrico Mattei
- Achille Mauri
- Carlo Mazzarella
- Valentino Mazzola
- Sandro Mazzola
- Giuseppe Meazza
- Francesco Melzi d'Eril
- Caravaggio
- Cesare Merzagora
- Paolo Mieli
- Milly
- Mina énekesnő
- San Mirocle
- Enrico Molaschi
- Arnoldo Mondadori
- Antonio Monestiroli
- Eugenio Montale
- Mario Monti
- Vincenzo Monti
- Pier Francesco Mazzucchelli vagy il Morazzone
- Massimo Moratti
- Emilio Motta
- Bruno Munari
- Benito Mussolini
- Riccardo Muti
- Giovanni Muzio
- Alessandro Mahmoud

## N
- Giulio Natta
- Gaetano Negri

## O
- Giuseppe Occhialini
- Piero Ostellino

## P
- Luca Pacioli
- VI. Pál pápa
- Giovanni Pallavicino
- Giuseppe Parini
- Ferruccio Parri
- Silvio Pellico
- Sandro Pertini
- Francesco Petrarca
- Giuseppe Piermarini
- Guido Piovene
- Gino Piva
- Alberto Pirelli
- Gian Giacomo Poldi Pezzoli
- Maurizio Pollini
- Giovanni Polvani
- Gio Pomodoro
- Gio Ponti
- Carlo Porta
- Enrico Porro
- Luigi Porro Lambertenghi
- Miuccia Prada
- Giuseppe Prina
- Giulio Cesare Procaccini
- San Protasio

## Q
- Salvatore Quasimodo

## R
- Alberto Rabagliati
- Johann Joseph Franz Karl Radetzki
- Arrigo Recordati
- Francesco Maria Richino
- Giuseppe Ricordi
- Gianni Rivera
- Angelo Rizzoli
- Nereo Rocco
- Gian Domenico Romagnosi
- Aldo Rossi
- Medardo Rosso
- Achille Ratti (XI. Piusz pápa)
- Angelo Rotta
- Giuseppe Rovani
- Edilio Rusconi

## S
- Arrigo Sacchi
- Gabriele Salvatores
- Juan Alberto Schiaffino
- Giorgio Scerbanenco
- Giovanni Schiaparelli
- Ildefonso Schuster
- Tino Scotti
- Giovanni Segantini
- Manfredo Settala
- (I.) Francesco Sforza
- II. Francesco Sforza
- Ludovico Maria Sforza vagy „il Moro”
- Massimiliano Sforza
- Cicco Simonetta
- Mario Sironi
- Edoardo Sonzogno
- Ettore Sottsass
- Saul Steinberg
- Stendhal
- Antonio Stoppani
- Giorgio Strehler
- Luisito Suarez
- Alfredo Ildefonso Schuster

## T
- Emilio Tadini
- Alessandro Tadino
- Renata Tebaldi
- Carlo Tenca
- Teodosius császár
- Giuseppe Terragni
- Delio Tessa
- Giovanni Testori
- Dionigi Tettamanzi
- Pellegrino Tibaldi
- Giovanni Battista Tiepolo
- Napo Torriani
- Vincenzo Torriani
- Arturo Toscanini
- Eugenio Tosi
- Giovanni Trapattoni
- Emilio Treves
- Gian Giacomo Trivulzio
- Filippo Turati
- David Maria Turoldo
- Andrea Turra

## U
- Uraia

## V
- Franca Valeri
- Leo Valiani
- Pietro Valpreda
- Marco van Basten
- Roberto Vecchioni
- Giuseppe Verdi
- Orio Vergani
- Luigi Veronesi
- Umberto Veronesi
- Alessandro Verri
- Pietro Verri
- Bernabò Visconti
- Ermes Visconti
- Filippo Maria Visconti
- I. Galeazzo Visconti
- Gian Galeazzo Visconti
- Luchino Visconti
- Matteo Visconti (I.)
- Ottone Visconti
- Emilio Visconti-Venosta
- Giovanni Visconti-Venosta
- Elio Vittorini
- Alessandro Volta

## W
- Adolfo Wildt

## Z
- Marco Zanuso
- Bernardino Zenale